# David Prophet
David Prophet (n. 9 octombrie, 1937, Hong Kong – d. 29 martie, 1981, Silverstone, Northamptonshire, Anglia) a fost un pilot englez de Formula 1 care a evoluat în Campionatul Mondial în 1963 și 1965. A murit într-un accident de elicopter când părăsea Circuitul Silverstone.